# Période de Pisano

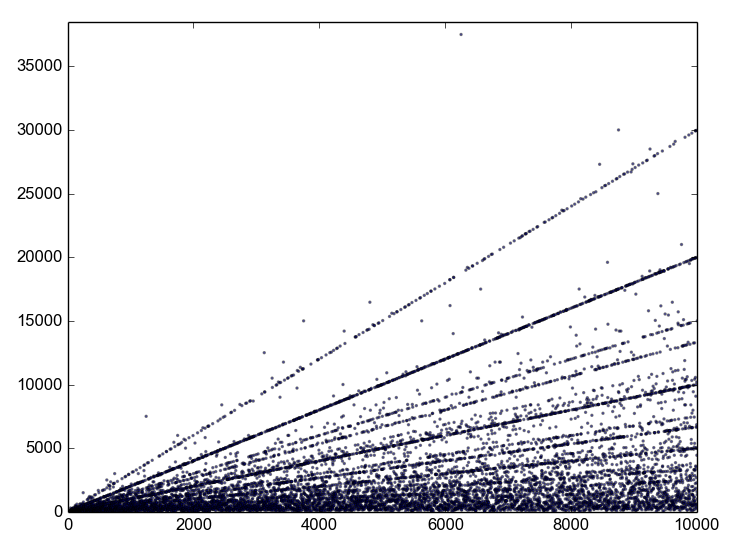
Tracé des 10 000 premières périodes de Pisano.

En théorie des nombres, la {\displaystyle n}-ième période de Pisano, notée {\displaystyle \pi (n)}, est la longueur de la période à partir de laquelle la suite de Fibonacci, modulo {\displaystyle n} se répète. Par exemple, la suite de Fibonacci modulo 3 est 0, 1, 1, 2, 0, 2, 2, 1, 0, 1, 1, 2, 0, 2, 2, 1, etc. avec les huit premiers chiffres se répétant donc π(3) = 8.
On peut montrer, en utilisant le Théorème chinois que, si {\displaystyle m,n} sont premiers entre eux, alors {\displaystyle \pi (mn)=ppcm(\pi (m),\pi (n))}, on se ramène ainsi à connaître les {\displaystyle \pi (p^{k})} pour {\displaystyle p} premier et {\displaystyle k} entier non nul. En outre {\displaystyle \pi (p^{k})} divise {\displaystyle p^{k-1}\pi (p)}. Il n'est, par contre, pas connu s'il y a égalité entre ces deux quantités pour tous les {\displaystyle p,k}.
Les périodes de Pisano sont nommées d'après Leonardo Pisano, mieux connu sous le nom de Fibonacci. L'existence de fonctions périodiques dans la suite de Fibonacci a été notée par Joseph Louis Lagrange en 1774.
- (en) Cet article est partiellement ou en totalité issu de l’article de Wikipédia en anglais intitulé « Pisano period » (voir la liste des auteurs).